# Atelopus exiguus
Atelopus exiguus là một loài cóc thuộc họ Bufonidae.
Đây là loài đặc hữu của Ecuador.
Môi trường sống tự nhiên của chúng là đồng cỏ nhiệt đới hoặc cận nhiệt đới vùng đất cao, sông ngòi, hồ nước ngọt, và vùng đồng cỏ.
Chúng hiện đang bị đe dọa vì mất nơi sống.